# تی‌جنان بالا (سرباز)
تی جنان بالا، روستایی از توابع بخش نسکند شهرستان سرباز در استان سیستان و بلوچستان ایران است.

## موقعیت روستا
روستای تبجنان یکی از روستاهای خوش آب و هوا و پر آب است.
که از مرکز شهرستان شصت و یک و از مرکزبخش شانزده کیلومتر فاصله دارد.
از جنوب به روستای «پیر» و از شرق به روستاهای «انجرک» و «دستگرد» و از غرب به روستای «کلانی» وصل می‌شود.
روستای «تیجنان» متشکل از دو روستای مسکونی(تیجنان بالا و پائین) و چندین پارچه آبادی غیر مسکونی(جتّانی، جوژی، رئیسوک، کادانی، نَلی، کِکّی، انگوری و...) است.

## وجه تسمیه نام روستا
در این رابطه هیچ‌گونه سند قولی و مکتوب از گذشتگان منقول نیست؛ البته از موقعیت جغرافیایی آن می‌توان، این‌طور برداشت کرد، اینکه کلمهٔ «تیجنان» مرکب از دو واژهٔ «تیج» به‌معنی «تاج= ارتفاع و بلندی» و «نان» به‌معنی توشه و آذوقه است.
پس با توجه بر این معانی، این‌طور فهمید که «تیجنان» مکانی مرتفع و دارای ذخایر معیشتی مرغوب است.
البته ناگفته نماند! در این روستا کوهیِ به‌نام «اِشکَپْتی» وجود دارد که قلهٔ آن به شکل «تاج و شانهٔ خروس» است، از طرفی هم در دل این کوه پر از علوفه است و چراگاه خوبی برای حیوانات اهلی و غیر اهلی به‌شمار می‌رود.
به‌خاطر همین موقعیت خوب علوفه‌ای که این روستا برخوردار است، مردمِ روستاهای همجوار، علوفهٔ مورد نیاز حیوانات خویش را تأمين می‌کردند. 
پس با توجه بر این معانی و مفهوم، ممکن است نیاکان ما، این نامگذاری را کرده باشند.

## جمعیت
این روستا در دهستان نسکند قرار دارد و براساس سرشماری مرکز آمار ایران در سال ۱۳۸۵، جمعیت آن ۱۶۳ نفر (۲۹خانوار) بوده‌است.